# Muggoides cinctus
Muggoides cinctus är en ringmaskart som beskrevs av Hartman 1965. Muggoides cinctus ingår i släktet Muggoides och familjen Ampharetidae. Inga underarter finns listade i Catalogue of Life.